# Cənub İnşaatçısı FK

El Cənub İnşaatçısı FK (en ruso: Футбольный клуб «Строитель Юга» Баку) fue un equipo de fútbol de la RSS de Azerbaiyán que jugó en la Primera División de la Unión Soviética, la primera categoría de la Unión Soviética.

## Historia
Fue fundado en el año 1931 en la capital Bakú con el nombre Stroitel Yuga Baku, y durante el periodo soviético fue campeón de la Liga Soviética de Azerbaiyán en dos ocasiones a mediados de los años 1930.
En 1936 es uno de los equipos fundadores de la Primera Liga Soviética, la segunda división de la Unión Soviética, logrando el ascenso a la Primera División de la Unión Soviética con el nombre Temp Baku.
Su debut en primera división también fue su despedida al terminar en el lugar 19 entre 25 equipos, en 1940 pasa a llamarse Cənub İnşaatçısı FK y es reemplazado por el Stroitel Baku y desaparece luego de que la empresa constructora que financiaba al club fue liquidada y la mayoría de sus jugadores pasaron al Dinamo Baku.

## Palmarés
- Liga Soviética de Azerbaiyán: 2

1935, 1936

## Jugadores

### Jugadores destacados
- Naum Naumtsev